# 静狩金山
静狩金山（しずかりきんざん）は、北海道長万部町静狩にかつて存在した鉱山。1920年（大正9年）から現在までの累年総産金量では、全国で第19位、北海道内で第4位となっている。

## 歴史
静狩の鉱山がいつ発見されたかは確定されていないが、明治年間には漁業経営者の磯野金作によって発見されていたと言われる。しかし、このときは本格的な操業には至らなかった。
1916年（大正5年)、木山輿ーという人物によって試掘権の出願がなされ、再び探鉱が開始された。1918年（大正7年）には、採掘権が認められ、静狩金山の本格的な採掘が始まった。
その後、1923年（大正12年）12月に静狩金山は川崎造船所に買収され、1933年（昭和8年）8月には住友合資会社の所有する鉱区を併合し静狩金山株式会社が設立された。
静狩金山株式会社の設立後、より大規模な青化製錬所の設置や礼文鉱山の買収などにより、産金量は大幅に増加した。それに伴い、静狩には大規模な鉱山街が形成され、新聞では「金湧く静狩」と呼ばれたという。一方で、鉱山からの排水による鉱害問題なども起こっている。
太平洋戦争により国際決済手段としての金の重要性が低下したため、1943年（昭和18年）、政府は全国の金山の休止・廃止を決定し、静狩金山も閉山となった。戦後、2度にわたって産金の再開が試みられたが、すでに金の埋蔵量が少なくなっていたこともあり、いずれも成功しなかったという。